# Brevet de technicien supérieur maritime - Maintenance des systèmes électro-navals
Le BTSM Maintenance des systèmes électro-navals a pour vocation de former des marins, techniciens supérieurs, opérationnels dans le domaine de la maintenance des systèmes électro-navals. Cette formation permet également l’accès à l’École nationale supérieure maritime et aux formations en vue de la délivrance des brevets de Chef de Quart Machine, second et chef mécanicien illimités.

## Métiers visés
Technicien embarqué, chargé de la surveillance et de la maintenance des installations électroniques, informatiques, de contrôle et de commande.
Après quelques années d’expérience, vous serez capable d’exercer les fonctions d’officier spécialisé en systèmes électro-navals. Vous serez l’expert et le conseil auprès du commandant et du chef mécanicien du navire dans tous les domaines technologiques de pointe. Vous serez capable d’assurer l’encadrement du personnel d’exécution de la machine.

## Compétences développées
- Exploitation et maintien de la disponibilité opérationnelle des systèmes électroniques embarqués (électronique de puissance, électronique appliquée aux systèmes de communication, de radiocommunication et de détection radar) ;
- Contrôle du bon fonctionnement et remise en état des systèmes de contrôle et de commande (capteurs, actionneurs, régulateurs, automates programmables) ;
- Maintenance des systèmes informatiques industriels et domestiques ;
- Exploitation et dépannage des réseaux numériques de transmission de données (avec ou sans fil) et des systèmes de supervision.